# 후루카와 마나토
후루카와 마나토(일본어: 古川 真人, 2001년 11월 14일~)는 일본의 축구 선수이다.

## 구단 경력
그는 2024년 J1리그의 도쿄 베르디에 입단했다. 8월 J3리그의 카탈레 도야마로 이적했다. 2024년 J3리그 3위를 기록하여 J2리그로 승격했다.